# AC Milan
Associazione Calcio Milan, vaak kortweg AC Milan of Milan genoemd, is een voetbalclub uit Italië, die op 16 december 1899 door Engelse migranten werd opgericht en uitkomt in de Serie A. AC Milan behoort tot de Europese top. De club won zevenmaal de Europacup I/UEFA Champions League, waarmee het na Real Madrid de club is met de meeste titels. Daarnaast won de club ook driemaal de wereldbeker voor clubteams, eenmaal de FIFA Club World Cup, tweemaal de Europacup II (European Club Winners' Cup) en vijfmaal de Europese Supercup/UEFA Super Cup (samen met FC Barcelona recordhouder van het aantal Europese Supercup/UEFA Super Cup-titels).
De club speelt in een rood-zwart tenue. De thuisbasis is het San Siro-stadion en het trainingscomplex heet Milanello.

## Geschiedenis

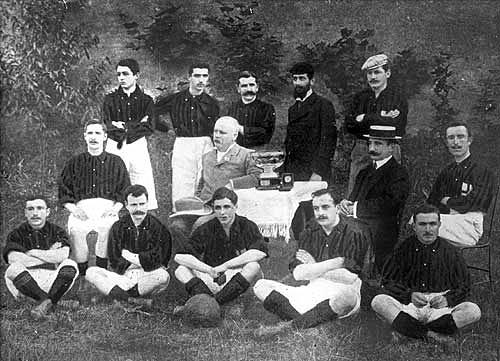
AC Milan in 1901

AC Milan werd op 16 december 1899 door een groep geëmigreerde Engelse zakenlui onder leiding van Alfred Edwards en Herbert Kilpin opgericht als de Milan Football and Cricket Club. Toentertijd werden in Italië de eerste voetbalkampioenschappen georganiseerd, waarin Milan zich al snel ging profileren. Zeventien maanden na de stichting van de club won Milan op 5 mei 1901 zijn eerste landstitel door Genoa CFC met 1-0 te verslaan. Zo kwam een einde aan de hegemonie van de club uit Genua, die de eerste drie landstitels had binnengehaald. In 1908 scheurde een deel van Milans clubleden zich af en richtte Internazionale op, dat tot de aartsrivaal van de rood-zwarten zou uitgroeien.
Die scheiding zou voor de volgende jaren een hypotheek leggen op de prestaties van Milan. Pas in 1915 bereikte de club nog eens de eindronde, maar door het uitbreken van de Eerste Wereldoorlog werd die niet afgewerkt. Na de oprichting van de Serie A in 1929/30 werd Milan een middenmoter.
Na de Tweede Wereldoorlog trok de club Zweedse spelers als Gunnar Gren, Gunnar Nordahl en Nils Liedholm aan en ging zo weer beter presteren. De komst van de Zuid-Amerikanen Juan Alberto Schiaffino en José Altafini versterkte die tendens nog, waardoor Milan in de eerste twintig seizoenen na de oorlog slechts één keer buiten de top drie eindigde. Vijf landstitels werden behaald, en ook in Europa liep het goed. In 1958 verloor de club nog de finale van de Europacup I van Real Madrid, maar vijf jaar later kon Milan wel zegevieren, toen tegen het Portugese Benfica.
In 1969 won de club de Europacup I tegen Ajax Amsterdam en plaatste zich zo voor de finale om de intercontinentale beker tegen het Argentijnse Estudiantes La Plata. Reeds in de heenwedstrijd in San Siro waren de Argentijnen agressief naar de Milanezen toe. Ramón Aguirre Suárez schold Nestor Combin uit voor landverrader. Combin was een Fransman die van geboorte Argentijn was. Milan won met 3-0. In Buenos Aires beseften de Argentijnse spelers dat ze vrijwel kansloos waren om hun wereldtitel te verlengen waardoor ze zich misdroegen op aanwijzing van coach Zubeldía. Pierino Prati werd na drie minuten al bewusteloos geslagen door Eduardo Luján Manera. Toen Gianni Rivera geblesseerd op de grond lag kreeg hij een karatetrap van doelman Alberto Poletti. Zubeldía hitste het publiek ook op als Milan een fout maakte. Toen Rivera scoorde wilde Combin zijn ploeggenoot feliciteren, maar zover kwam het niet. Aguirre Suárez stompte hem zo hard dat hij tien minuten bewusteloos op de grond lag. Estudiantes won met 2-1 maar de beker ging naar Milan. De spelers waren echter zo geïntimideerd, dat ze de beker niet eens durfden ophalen. De hele situatie werd nog gekker toen de Argentijnse politie Combin in de boeien meenam, terwijl artsen hem aan het oplappen waren. Het bleek dat een rechter in Rosario een aanhoudingsbevel uitgevaardigd had, omdat Combin aan zijn militaire dienstplicht verzuimd had. Later bleek dat hij zijn dienstplicht wel had voldaan, te weten in Frankrijk. AC Milan zocht steun bij de politieke instanties en de Argentijnse president Juan Carlos Onganía greep in en zorgde voor de vrijlating van Combin. Hij liet ook het team van Estudiantes arresteren. Poletti, Aguirre Suárez en Manera gingen een maand de gevangenis in en Poletti werd levenslang geschorst (al werd dit later herroepen). Aguirre Suárez en Manera werden voor respectievelijk dertig en twintig wedstrijden geschorst en mochten nooit meer internationale wedstrijden spelen.

### Schandaal 1980
In 1980 kwam abrupt een einde aan die succesreeks toen de club samen met Lazio Roma na een omkoopschandaal naar de Serie B verwezen werd. Milan kon meteen weer promoveren, maar was veel aanzien verloren en bleek uiteindelijk niet klaar te zijn om weer op het hoogste niveau te spelen. Het zakte opnieuw naar de tweede afdeling, en ditmaal was het geen straf, maar een sportieve degradatie.

### Begin van Berlusconi-tijdperk

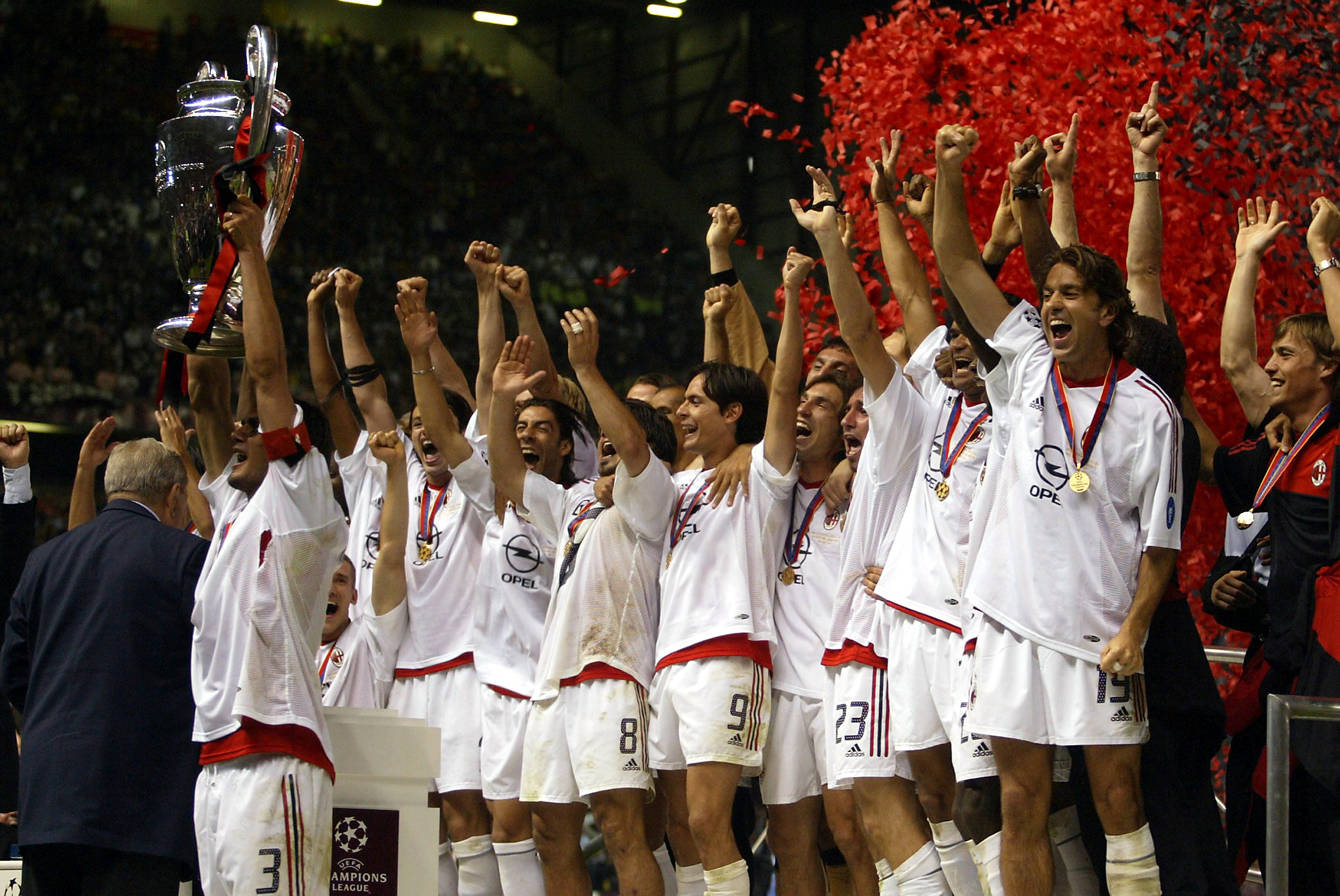
Aanvoerder Paolo Maldini houdt de CL-trofee in de lucht

Weer promoveerde Milan na één seizoen in tweede klasse, en vanaf halverwege de jaren 80 ging het weer een stuk beter met de club. Ze was nu in handen van mediamagnaat Silvio Berlusconi, die voor veel geld de Nederlandse voetbalsterren Ruud Gullit, Marco van Basten en Frank Rijkaard binnenhaalde. Samen met de Italiaanse internationals Paolo Maldini, Roberto Donadoni, Mauro Tassotti, Alessandro Costacurta en Franco Baresi gingen die een sterk team vormen dat het Europese voetbal domineerde. Na de elfde landstitel in 1988 ging Milan in 1989 aan de haal met de Europacup I, de Europese supercup en de intercontinentale beker. Milan kon zijn Europacuptitel zelfs verlengen door in 1990 in de finale Benfica te kloppen, dankzij een doelpunt van Rijkaard.
Onder trainer Fabio Capello werd de zegereeks in het begin van jaren 90 voortgezet. Met Zvonimir Boban, Demetrio Albertini en Dejan Savićević als aangevers voor Marco van Basten en Jean-Pierre Papin had Milan een ploeg die niet moest onderdoen voor de formatie uit de jaren 80. In 1991 moest de club de landstitel nog aan Sampdoria Genua laten, maar in de drie daaropvolgende seizoenen was het wel telkens raak: in 1991/92 verloor ze zelfs geen enkele wedstrijd in de Serie A. In de Europacup I van 1990/91 eindigde de heenwedstrijd van de kwartfinale tegen Olympique Marseille op een 1-1-gelijkspel. Tijdens de terugwedstrijd in Frankrijk viel bij een stand van 1-0 voor de thuisploeg de stadionverlichting uit, waarop de Italianen prompt de wedstrijd staakten. Daarvoor werden ze veroordeeld tot een 3-0-nederlaag, en ze werden ook uitgesloten van Europees voetbal het jaar erop. Maar in de daaropvolgende Europacup, ondertussen tot Champions League omgedoopt, bereikte Milan meteen de finale, toevallig weer tegen Marseille, dat ook deze keer aan het langste eind trok. Het was wachten tot het volgende seizoen eer de club de meestbegeerde titel van Europa nog eens kon binnenhalen: 76.000 toeschouwers in het Atheense Olympiastadion zagen hoe Milan FC Barcelona met 4-0 versloeg. In het seizoen erna schopte Milan het opnieuw tot in de finale, maar daarin was Ajax Amsterdam te sterk (0-1).
Daarmee was het uit met Milans heerschappij. Van Basten moest zich door blessureleed terugtrekken, Baresi werd een dagje ouder, en ook toppers als Roberto Baggio en George Weah konden de club geen nieuwe Europese successen bezorgen. In 1997 en 1998 bleef Milan in de rechterkolom van de Serie A steken en mocht Europa niet in. In 1999 werd het wel weer kampioen, maar in de Champions League strandde het in de groepsfase. In 2003 stond de club echter opnieuw in de finale, waar ze rivaal Juventus trof. Milan won en triomfeerde zo voor de zesde keer op het kampioenenbal.
Na een nieuwe landstitel in 2004 mocht de club in 2005 weer de eindstrijd van de Champions League beslechten. Milan ging de rust in met een 3-0-voorsprong, maar opponent Liverpool FC wiste die uit en won uiteindelijk na strafschoppen. Het volgende seizoen werden de Milanezen in de halve finale uitgeschakeld door FC Barcelona.

### Corruptieschandaal
Milan was in 2006 betrokken bij de beruchte corruptiezaak rond het Italiaanse voetbal, maar had er geen actieve rol in gespeeld, waardoor het minder zwaar werd gestraft dan Juventus, Fiorentina en Lazio Roma. De club zou aanvankelijk 44 punten moeten inleveren van haar eindtotaal in het seizoen 2005-2006 en daardoor niet meer in aanmerking komen voor Europees voetbal, maar in beroep bekwam ze een mildere straf, waardoor Milan toch kon deelnemen aan de derde voorronde van de Champions League. De club wist zich te plaatsen en zou het toernooi uiteindelijk zelfs winnen door in de finale op 23 mei 2007 Liverpool te kloppen. De gemiddelde leeftijd van het elftal dat die wedstrijd afwerkte, bedroeg 31 jaar en 23 dagen, waarmee het de oudste ploeg ooit werd die de belangrijkste Europese voetbalbeker won. In de Serie A werd Milan dat seizoen (2006/07) vierde, met 61 punten, terwijl stadsgenoot en aartsrivaal Internazionale kampioen werd (97 punten).

### Nieuwe Weg
In 2009, nadat Carlo Ancelotti acht jaar trainer was geweest, werd een revolutie ingeluid bij Milan. Oud-speler Leonardo werd de nieuwe coach en moest meteen een tegenslag incasseren: sterkhouder Kaká verliet de club voor Real Madrid. Dankzij de inkomsten van die transfer kon Milan zijn schulden dan wel afbetalen, de supporters waren niet gediend van Kaká's vertrek en eisten dan ook een nieuwe topaankoop. Eerst werd de transfervrije Oguchi Onyewu overgenomen van Standard Luik, en daarna plukte Milan ook Klaas-Jan Huntelaar weg bij Real Madrid.
Verder haalde de club enkele jeugdspelers terug die de kans kregen zich te bewijzen, zoals Davide Di Gennaro en Ignazio Abate. En ten slotte stroomde ook een aantal jeugdspelers door naar de A-kern: Matteo Darmian, Michelangelo Albertazzi, Rodney Strasser en Gianmarco Zigoni.
Na het teleurstellende seizoen 2009/2010 onder Leonardo werd de tijd rijp geacht voor een flinke ommezwaai.
Eerst werd Massimiliano Allegri aangesteld als nieuwe trainer. Daarna kwamen veel nieuwe spelers, onder wie Zlatan Ibrahimović, Thiago Silva, Robinho en Mario Yepes, die in de winterstop nog het gezelschap kregen van Urby Emanuelson, Mark van Bommel en Antonio Cassano.
Allegri gaf ook heel wat spelers uit de eigen jeugd speelkansen: voorbeelden zijn Alexander Merkel, Rodney Strasser en Simone Verdi.
Voor het nieuwe seizoen 2010/11 was het voornaamste doel de scudetto nog eens in de wacht te slepen, wat de club voor het laatst gelukt was in 2004. En Milan slaagde in zijn opzet. In het seizoen 2013/2014 stond Milan onder Allegri op de 13e plaats halverwege, en Allegri werd ontslagen. Hiermee kwam een einde aan het tijdperk Allegri.
Nadat Massimo Allegri ontslagen was bij Milan, is Seedorf, toen nog spelende voor Botafogo, korte tijd trainer van de rossoneri geweest, maar op 9 juni 2014 opgevolgd door Filippo Inzaghi.

### Berlusconi neemt afscheid van club
In april 2017 verkocht Fininvest, de beleggingsmaatschappij van Berlusconi, het volledige belang in AC Milan (99,93%) aan het Chinese Rossoneri Sport Investment Lux. De verkoopprijs bedroeg 740 miljoen euro en de Chinese partij heeft verder beloofd nog eens 400 miljoen euro in de komende twee seizoenen in de club te investeren.
Het seizoen 2017/18, waarin AC Milan als zesde eindigde, kreeg een bittere nasmaak voor de club. De UEFA kondigde op 22 mei 2018 sancties aan. AC Milan had de financiële spelregels overtreden en slaagde er niet in om met de Europese voetbalunie daarover een schikking te treffen. Hierdoor werd de zaak door de financiële onderzoekskamer van de UEFA doorverwezen naar de tuchtrechtskamer. Volgens de UEFA heeft de Italiaanse club de regels op het gebied van "break-even" overtreden. Europese voetbalclubs mogen in principe niet meer uitgeven dan zij aan geld binnenkrijgen. AC Milan werd voor twee jaar uitgesloten van deelname aan Europees voetbal. Die straf werd op 20 juli teruggedraaid door het internationaal sporttribunaal CAS na een succesvol beroep van de club. Daardoor mocht AC Milan alsnog Europees voetbal spelen, ten koste van Fiorentina.

### Overname
Het Amerikaanse hedgefonds Elliott is de nieuwe eigenaar van AC Milan, meldden media op 11 juli 2018. Elliott hielp Yonghong Li in 2017 met de aankoop van de gevallen Italiaanse voetbalgrootmacht, maar de Chinees liet op 6 juli een betalingstermijn verstrijken. Hij moest 32 miljoen euro betalen. Hierdoor kon Elliott het eigenaarschap opeisen. De nieuwe eigenaar kondigde een koerswijziging aan op 21 juli. In een statement met de titel Dawn of a new era at AC Milan maakte de club bekend dat voorzitter Marco Fassone vertrekt om te worden vervangen door interim-bestuurder Paolo Scaroni, die een plan moet maken om plaatsing voor de UEFA Champions League te bewerkstelligen. In het seizoen 2021/22 lukte het AC Milan om voor het eerst sinds 2011 landskampioen van Italië te worden.

## Erelijst

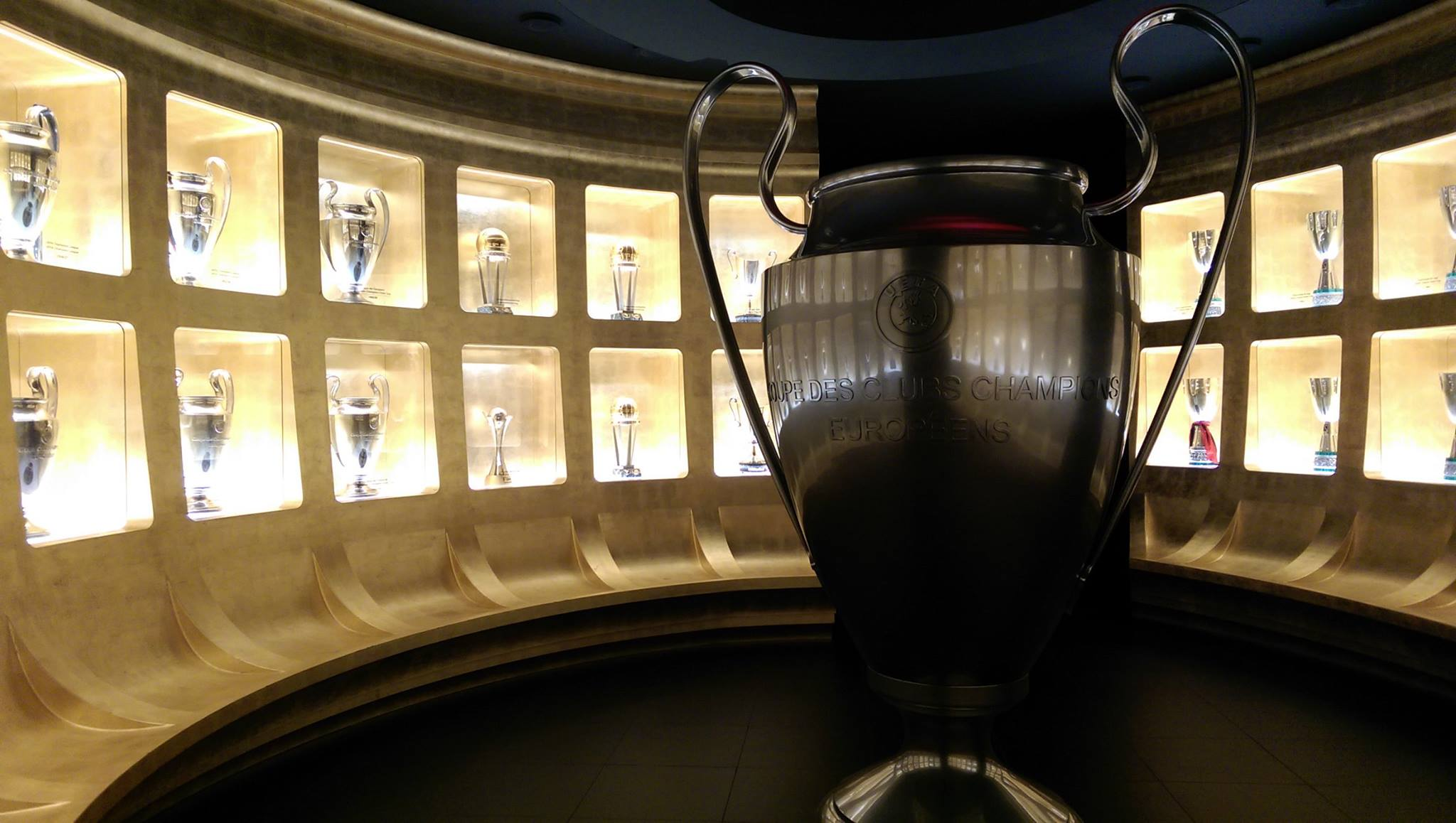
Clubmuseum

| Internationaal                           |     | |
| Wereldbeker voor clubteams               | 3x  | 1969, 1989, 1990                                                                                                 |
| FIFA Club World Cup                      | 1x  | 2007 |
| Europacup I / UEFA Champions League      | 7x  | 1963, 1969, 1989, 1990, 1994, 2003, 2007                                                                         |
| European Cup Winners' Cup (Europacup II) | 2x  | 1968, 1973 |
| Europese Supercup / UEFA Super Cup       | 5x  | 1989, 1990, 1994, 2003, 2007                                                                                     |
| Mitropacup                               | 1x  | 1982 |
| Coppa Latina                             | 2x  | 1951, 1956 |
| Nationaal                                |     | |
| Serie A                                  | 19x | 1901, 1907, 1908, 1951, 1955, 1957, 1959, 1962, 1968, 1979, 1988, 1992, 1993, 1994, 1996, 1999, 2004, 2011, 2022 |
| Coppa Italia                             | 5x  | 1967, 1972, 1973, 1977, 2003                                                                                     |
| Supercoppa Italiana                      | 8x  | 1988, 1992, 1993, 1994, 2004, 2011, 2016, 2024                                                                   |
| Serie B                                  | 2x  | 1981, 1983 |

## Sponsoren
| Periode   | Kledingsponsor | Shirtsponsor     |
| --------- | -------------- | ---------------- |
| 1981–1982 | Linea Milan    | Pooh Jeans       |
| 1982–1983 | NR             | Hitachi          |
| 1983–1984 | NR             | Cuore            |
| 1984–1985 | Rolly Go       | Oscar MMondadori |
| 1985–1986 | Gianni Rivera  | Fotorex U-bix    |
| 1986–1987 | Kappa          | Fotorex U-bix    |
| 1987–1990 | Kappa          | Mediolanum       |
| 1990–1992 | adidas         | Mediolanum       |
| 1992–1993 | adidas         | Motta            |
| 1993–1994 | Lotto          | Motta            |
| 1994–1998 | Lotto          | Opel             |
| 1998–2006 | adidas         | Opel             |
| 2006–2010 | adidas         | Bwin             |
| 2010–2018 | adidas         | Fly Emirates     |
| 2018–     | Puma           | Fly Emirates     |

## Eerste Elftal

### Selectie
| Nr.           | Naam                | Sinds      | Contract   | Vorige club       |
| Doelmannen    | Doelmannen          | Doelmannen | Doelmannen | Doelmannen        |
| ------------- | ------------------- | ---------- | ---------- | ----------------- |
| 1             | Pietro Terracciano  | 2025       | 2027       | Fiorentina        |
| 16            | Mike Maignan        | 2021       | 2026       | Lille             |
| 96            | Lorenzo Torriani    | 2024       | 2027       |                   |
| Verdedigers   |                     |            |            |                   |
| 2             | Pervis Estupiñán    | 2025       | 2030       | Brighton          |
| 5             | Koni De Winter      | 2025       | 2030       | Genoa             |
| 20            | Álex Jiménez        | 2024       | 2028       | Real Madrid       |
| 23            | Fikayo Tomori       | 2021       | 2027       | Chelsea           |
| 31            | Strahinja Pavlović  | 2024       | 2028       | Red Bull Salzburg |
| 33            | Davide Bartesaghi   | 2025       | 2030       |                   |
| 46            | Matteo Gabbia       | 2017       | 2029       |                   |
| Middenvelders |                     |            |            |                   |
| 4             | Samuele Ricci       | 2025       | 2029       | Torino            |
| 8             | Ruben Loftus-Cheek  | 2023       | 2027       | Chelsea           |
| 11            | Christian Pulisic   | 2023       | 2027       | Chelsea           |
| 14            | Luka Modrić         | 2025       | 2026       | Real Madrid       |
| 19            | Youssouf Fofana     | 2024       | 2028       | Monaco            |
| 30            | Ardon Jashari       | 2025       | 2030       | Club Brugge       |
| 56            | Alexis Saelemaekers | 2020       | 2027       | Anderlecht        |
| 80            | Yunus Musah         | 2023       | 2028       | Valencia          |
| Aanvallers    |                     |            |            |                   |
| 7             | Santiago Giménez    | 2025       | 2029       | Feyenoord         |
| 10            | Rafael Leão         | 2019       | 2028       | Lille             |
| 17            | Noah Okafor         | 2023       | 2028       | Salzburg          |
| 21            | Samuel Chukwueze    | 2023       | 2028       | Villarreal        |

Laatste update: 14 augustus 2025

### Staf
| Functie            | Naam                 | Sinds | Contract | Vorige club |
| ------------------ | -------------------- | ----- | -------- | ----------- |
| Hoofdtrainer       | Massimiliano Allegri | 2025  |          | Juventus    |
| Assistent-trainers | vacant               | 2025  |          |             |
| Assistent-trainers | vacant               | 2025  |          |             |
| Keeperstrainer     | vacant               | 2025  |          |             |

Laatste update: 30 mei 2025

## Overzichtslijsten

### Eindklasseringen
- 1946 3e
Serie A
- 1947 4e
Serie A
- 1948 2e
Serie A
- 1949 3e
Serie A
- 1950 2e
Serie A
- 1951 1e
Serie A
- 1952 2e
Serie A
- 1953 3e
Serie A
- 1954 3e
Serie A
- 1955 1e
Serie A
- 1956 2e
Serie A
- 1957 1e
Serie A
- 1958 9e
Serie A
- 1959 1e
Serie A
- 1960 3e
Serie A
- 1961 2e
Serie A
- 1962 1e
Serie A
- 1963 3e
Serie A
- 1964 3e
Serie A
- 1965 2e
Serie A
- 1966 7e
Serie A
- 1967 8e
Serie A
- 1968 1e
Serie A
- 1969 3e
Serie A
- 1970 4e
Serie A
- 1971 2e
Serie A
- 1972 2e
Serie A
- 1973 2e
Serie A
- 1974 7e
Serie A
- 1975 5e
Serie A
- 1976 3e
Serie A
- 1977 10e
Serie A
- 1978 4e
Serie A
- 1979 1e
Serie A
- 1980 3e
Serie A
- 1981 1e
Serie B
- 1982 14e
Serie A
- 1983 1e
Serie B
- 1984 6e
Serie A
- 1985 5e
Serie A
- 1986 7e
Serie A
- 1987 5e
Serie A
- 1988 1e
Serie A
- 1989 3e
Serie A
- 1990 2e
Serie A
- 1991 2e
Serie A
- 1992 1e
Serie A
- 1993 1e
Serie A
- 1994 1e
Serie A
- 1995 4e
Serie A
- 1996 1e
Serie A
- 1997 11e
Serie A
- 1998 10e
Serie A
- 1999 1e
Serie A
- 2000 3e
Serie A
- 2001 6e
Serie A
- 2002 4e
Serie A
- 2003 3e
Serie A
- 2004 1e
Serie A
- 2005 2e
Serie A
- 2006 3e
Serie A
- 2007 4e
Serie A
- 2008 5e
Serie A
- 2009 3e
Serie A
- 2010 3e
Serie A
- 2011 1e
Serie A
- 2012 2e
Serie A
- 2013 3e
Serie A
- 2014 8e
Serie A
- 2015 10e
Serie A
- 2016 7e
Serie A
- 2017 6e
Serie A
- 2018 6e
Serie A
- 2019 5e
Serie A
- 2020 6e
Serie A
- 2021 2e
Serie A
- 2022 1e
Serie A
- 2023 4e
Serie A
- 2024 2e
Serie A
- 2025 8e
Serie A

- Serie A
- Serie B

### Resultaten per seizoen
| Seizoen | Competitie | Niveau | Eindstand | Coppa Italia | Opmerking                                                                              |
| ------- | ---------- | ------ | --------- | ------------ | -------------------------------------------------------------------------------------- |
| 2000/01 | Serie A    | I      | 6         | halve finale |                                                                                        |
| 2001/02 | Serie A    | I      | 4         | halve finale |                                                                                        |
| 2002/03 | Serie A    | I      | 3         |              | < AS Roma: 4-1/2-2                                                                     |
| 2003/04 | Serie A    | I      |           | halve finale | Finalist Supercoppa > Juventus FC: 1-1 (3-5 n.s.); Ligatopscorer Andriy Shevchenko: 24 |
| 2004/05 | Serie A    | I      | 2         | kwartfinale  | < SS Lazio: 3-0                                                                        |
| 2005/06 | Serie A    | I      | 3         | kwartfinale  |                                                                                        |
| 2006/07 | Serie A    | I      | 4         | halve finale |                                                                                        |
| 2007/08 | Serie A    | I      | 5         | 8e finale    |                                                                                        |
| 2008/09 | Serie A    | I      | 3         | 8e finale    |                                                                                        |
| 2009/10 | Serie A    | I      | 3         | kwartfinale  |                                                                                        |
| 2010/11 | Serie A    | I      |           | halve finale |                                                                                        |
| 2011/12 | Serie A    | I      | 2         | halve finale | Supercoppa > Internazionale: 2-1; Ligatopscorer Zlatan Ibrahimović: 28                 |
| 2012/13 | Serie A    | I      | 3         | kwartfinale  |                                                                                        |
| 2013/14 | Serie A    | I      | 8         | kwartfinale  |                                                                                        |
| 2014/15 | Serie A    | I      | 10        | kwartfinale  |                                                                                        |
| 2015/16 | Serie A    | I      | 7         | Finale       | < Juventus FC: 0-1 n.v.                                                                |
| 2016/17 | Serie A    | I      | 6         | kwartfinale  | Supercoppa > Juventus FC: 1-1 (4-3 n.s.)                                               |
| 2017/18 | Serie A    | I      | 6         | Finale       | < Juventus FC: 0-4                                                                     |
| 2018/19 | Serie A    | I      | 5         | halve finale | Finalist Supercoppa > Juventus FC: 0-1                                                 |
| 2019/20 | Serie A    | I      | 6         | halve finale |                                                                                        |
| 2020/21 | Serie A    | I      | 2         | kwartfinale  |                                                                                        |
| 2021/22 | Serie A    | I      |           | halve finale |                                                                                        |
| 2022/23 | Serie A    | I      | 4         | 8e finale    | Finalist Supercoppa > Internazionale: 0-3                                              |
| 2023/24 | Serie A    | I      | 2         | kwartfinale  |                                                                                        |
| 2024/25 | Serie A    | I      | 8         | kwartfinale  |                                                                                        |
| 2025/26 | Serie A    | I      | .         |              |                                                                                        |

### Milan in Europa
Milan is sinds 1938 actief in diverse Europese competities. Hieronder staat voor elke competitie opgelijst in welke seizoenen de club eraan deelnam. De edities die AC Milan heeft gewonnen zijn dik gedrukt:
- Champions League (21x)

1992/93, 1993/94, 1994/95, 1996/97, 1999/00, 2000/01, 2002/03, 2003/04, 2004/05, 2005/06, 2006/07, 2007/08, 2009/10, 2010/11, 2011/12, 2012/13, 2013/14, 2021/22, 2022/23, 2023/24, 2024/25
- Europacup I (11x)

1955/56, 1957/58, 1959/60, 1962/63, 1963/64, 1968/69, 1969/70, 1979/80, 1988/89, 1989/90, 1990/91
- Europa League (4x)

2017/18, 2018/19, 2020/21, 2023/24
- UEFA Super Cup (7x)

1973, 1989, 1990, 1993, 1994, 2003, 2007
- Europacup II (4x)

1967/68, 1972/73, 1973/74, 1977/78
- UEFA Cup (9x)

1971/72, 1975/76, 1976/77, 1978/79, 1985/86, 1987/88, 1995/96, 2001/02, 2008/09
- Jaarbeursstedenbeker (3x)

1961/62, 1964/65, 1965/66
- Mitropacup (3x)

1938, 1967, 1982
Bijzonderheden Europese competities:
| Bijzonderheid                 | Datum      | Tegenstander  | Uitslag | Plaats    | Naam            | Aantal |
| ----------------------------- | ---------- | ------------- | ------- | --------- | --------------- | ------ |
| Hoogste overwinning           | 12-09-1962 | US Luxembourg | 8-0     | Milaan    |                 |        |
| Hoogste nederlaag             | 16-01-1974 | AFC Ajax      | 0-6     | Amsterdam |                 |        |
| Speler met meeste wedstrijden | 26-02-2009 |               |         |           | Paolo Maldini   | 173    |
| Speler met meeste doelpunten  | 03-11-2010 |               |         |           | Filippo Inzaghi | 41     |

UEFA Club Ranking: 19 (18-08-2025)

## Bekende (oud-)Rossoneri

### Spelers
Op de website van AC Milan staat een lijst met de beste Rossoneri aller tijden, waaronder:
- Massimo Ambrosini
- Carlo Ancelotti
- Roberto Baggio
- Franco Baresi
- Marco van Basten
- David Beckham
- Oliver Bierhoff
- Cafú
- Fabio Capello
- Alessandro Costacurta
- Fabio Cudicini
- Charles De Ketelaere
- Marcel Desailly
- Dida
- Roberto Donadoni
- Filippo Galli
- Giovanni Galli
- Gennaro Gattuso
- Ruud Gullit
- Filippo Inzaghi
- Zlatan Ibrahimović
- Kaká
- Kacha Kaladze
- Rafael Leão
- Leonardo
- Cesare Maldini
- Paolo Maldini
- Alessandro Nesta
- Andrea Pirlo
- Tijjani Reijnders
- Frank Rijkaard
- Ronaldinho
- Ronaldo
- Clarence Seedorf
- Jaap Stam
- Sandro Tonali
- Giovanni Trapattoni
- George Weah

#### Records
Top-5 meest gespeelde wedstrijden
| Nr. | Land   | Naam                  | Positie      | Periode              | Aantal |
| --- | ------ | --------------------- | ------------ | -------------------- | ------ |
| 1.  | Italië | Paolo Maldini         | Verdediger   | 1984–2009            | 901    |
| 2.  | Italië | Franco Baresi         | Verdediger   | 1977–1997            | 716    |
| 3.  | Italië | Alessandro Costacurta | Verdediger   | 1985–1986, 1987–2007 | 663    |
| 4.  | Italië | Gianni Rivera         | Middenvelder | 1960–1979            | 654    |
| 5.  | Italië | Mauro Tassotti        | Verdediger   | 1980–1997            | 581    |

Top-5 Doelpuntenmakers
| Nr. | Land             | Naam              | Periode              | Aantal |
| --- | ---------------- | ----------------- | -------------------- | ------ |
| 1.  | Zweden           | Gunnar Nordahl†   | 1949–1956            | 214    |
| 2.  | Oekraïne         | Andriy Shevchenko | 1999–2006, 2008–2009 | 175    |
| 3.  | Italië           | Gianni Rivera     | 1960–1979            | 163    |
| 4.  | Brazilië/ Italië | José Altafini     | 1958–1965            | 150    |
| 5.  | Italië           | Aldo Boffi †      | 1936–1944            | 130    |

Geactualiseerd: 18-08-2025

### Trainers
- Massimiliano Allegri
- Carlo Ancelotti
- Fabio Capello
- Sérgio Conceição
- Gennaro Gattuso
- Nils Liedholm
- Vincenzo Montella
- Stefano Pioli
- Nereo Rocco
- Arrigo Sacchi
- Clarence Seedorf
- Oscar Tabárez
- Fatih Terim
- Alberto Zaccheroni